# 石垭镇
石垭镇，是中华人民共和国四川省广安市岳池县下辖的一个乡镇级行政单位。四川省广安市岳池县辖镇，位于县境东南部，距岳池县城区8公里，到广安市区12公里，是岳池与广安之间的卫星镇，岳池县的工业重镇，岳池县东南部区域中心城镇，四川省级小城镇试点镇，省级重点小城镇，民间曲艺魅力之乡，广安白色农业第一重镇，广安陶瓷建材第一重镇，有“川东瓷城”之美誉。

## 行政区划
石垭镇下辖以下地区：
石平社区、温家堡社区、张口楼村、油坊沟村、石坳村、社红庙村、中学村、雷家堡村、新龙庙村、石马沟村、烂洞坝村、三块碑村、分水岭村、石龙庙村、长石村、双河口村、大城村、雨台村、云峰村、丁家村、打锣山村、梅子村、罗安村、罗家堂村、王家沟村、梨子园村、马纳沟村、玉屏山村、徐家坝村、吕家桥村、陈家沟村、大邑山村、周锣铺村、立石山村和王家院村。